# La Pardina
La Pardina (en aragonés A Pardina) es una localidad española perteneciente al municipio de Aínsa-Sobrarbe, en el Sobrarbe, provincia de Huesca, Aragón. Antiguamente tuvo ayuntamiento propio.

## Demografía
Situado entre los 520 y los 675 m de altitud y al lado de Latorre, La Pardina tenía en 2005 una población de 8 habitantes. Entre sus casas, todas ellas de arquitectura tradicional, destaca la llamada casa Arasanz. En el año de 2010 la población remontó a 13 habitantes, (6 varones y 7 mujeres).

## Acceso
Se accede al pueblo desde la carretera A-138 que une Aínsa con Barbastro desviándose a la altura de Mediano.

## Fiestas municipales
La Pardina celebra sus fiestas el 4 de diciembre en honor a Santa Bárbara. El 28 de mayo, día de Santa Waldesca y el 13 de agosto, día de San Hipólito hay sendas romerías.